# Канавиейрас
Канавиейрас (порт. Canavieiras) — муниципалитет в Бразилии, входит в штат Баия. Составная часть мезорегиона Юг штата Баия. Входит в экономико-статистический микрорегион Ильеус-Итабуна. Население составляет 37 002 человека на 2006 год. Занимает площадь 1375,556 км². Плотность населения — 26,9 чел./км².
Праздник города — 25 мая.

## История
Город основан 13 декабря 1832 года.

## Статистика
- Валовой внутренний продукт на 2003 год составляет 83 765 616,00 реалов (данные: Бразильский институт географии и статистики).
- Валовой внутренний продукт на душу населения на 2003 год составляет 2312,05 реалов (данные: Бразильский институт географии и статистики).
- Индекс развития человеческого потенциала на 2000 год составляет 0,639 (данные: Программа развития ООН).

## География
Климат местности: тропический.